# アン・イェイツ
アン・バトラー・イェイツ (英語: Anne Butler Yeats、1919年2月26日 – 2001年7月4日) はアイルランドの画家、舞台衣装デザイナー、舞台美術デザイナーである。詩人のウィリアム・バトラー・イェイツの娘である。

## 生い立ち
詩人のウィリアム・バトラー・イェイツとジョージー・ハイド＝リースの娘として1919年2月26日にダブリンで生まれた。父のイェイツは誕生を祝って "A Prayer for My Daughter" （「娘のための祈り」）を書いた。 
3歳になるまではゴールウェイ県バリーリーやオクスフォードなどで過ごした時期もあったが、1922年に家族でダブリンのメリオン・スクエア番地に引っ越した。クールパークにあるオーガスタ・グレゴリーの家で過ごしたこともあった。子ども時代から叔母のエリザベス・イェイツに美術の手ほどきを受け、子ども向けのコンテストで賞もとっている。少女時代は家族から「フェザーズ」と呼ばれていた。セント・マーガレット・ホールやナイティンゲール・ホールで学んだが病気がちであり、一時期スイスの学校に留学していた。 

## 舞台芸術デザイン
王立ヒベルニア・アカデミーで3年間学んだ後、1936年に16歳でアビー劇場に雇われ、舞台デザイナーのターニャ・モイセイヴィッツのアシスタントになった。1937年にはパリの舞台デザイン学校に留学し、ポール・コランのもとで4ヶ月間学んだ。18歳の時にリア・ムーニーの劇団のセットで衣装デザイナーとして働き始めた。アビー座でウィリアム・バトラー・イェイツの『復活』と『ベイルの浜にて』再演のセットと衣装デザインを担当し、1938年にはやはり父の戯曲である『煉獄』初演のデザインを行った。『煉獄』の演出家であるヒュー・ハントは背景幕に月を欲しがったがアンは拒否した。
1939年にはアビー劇場のデザイン部門長に昇進し、1941年5月までこの仕事をつとめた。同じ年にアンは叔父であるジャック・バトラー・イェイツの初めての戯曲である Harlequin's Positions の商業上演のデザインも手掛けた。この作品はピーコック劇場で上演されており、他にアンは4作、ピーコック劇場での上演でデザインを手掛けている。1939年にアンのデザインは「アートっぽくなって」アビー劇場のスタイルにそぐわないと評価された。アンはアビー劇場の他、ピーコック劇場、コーク・オペラ・ハウス、オリンピア劇場、ゲイエティ・シアター、オースティン・クラーク・リリック・シアター、プレイヤーズ・シアターなどでデザインを手掛けた。1949年に父ウィリアムの最後の芝居である『クーフリンの死』をアビー劇場でリリック・シアターが上演した際にデザインを手掛けたが、この時期以降、アンは舞台デザインの仕事をしなくなった。 

## 画家
アンは1941年にダブリンのメトロポリタン・スクール・オブ・アートで短期間学び、フルタイムで画家として活動することにした。水彩や蝋画で実験的な試みを行った。1948年にはダブリンのドリア通りにあったレッド・バンク・レストランのガラスのドアパネルのデザインを手掛けた。1950年代以降は書籍の表紙や挿絵も手掛けた。1956年には初めてヨーロッパの外に旅をし、アイルランドの文化使節団の一員として中華人民共和国に出向いた。
1960年にダブリンにグラフィックスタジオが創設され、アンは1962年から1973年までスタジオの委員の一員としてに深く運営にかかわった。1969年にはドーキーに引っ越し、叔母のエリザベスやリリー・イェイツが運営していたクアラ・プレスを復活させた。1970年代から80年代にかけては布や紐をモチーフとした絵画を多く制作した。
1981年にアイルランドの芸術アカデミーであるイースダーナが作られ、その初期のメンバーとなった。1986年にアンはクアラ・プレス関連の史料をトリニティ・カレッジ・ダブリンに寄付した。1992年にはトリニティ・カレッジ・ダブリンのサミュエル・ベケット劇場のホワイエの絵を描いたが、これが最後の大きな業績となった。1996年には叔父のジャック関連の史料をアイルランド国立美術館に寄付した。2001年7月4日に亡くなった。

## 評価
アン・イェイツは「アイルランド美術におけるモダニズムの発展における重要な人物」と見なされている。「風景画、静物画、フィギュラティヴ・アート的な油彩画における大胆で表現主義的なスタイル」によって知られている。幅広くさまざまなテーマを扱ったが、家庭内での女性の活動を描いた作品が多い。

## 展示
1995年には王立ヒベルニア・アカデミーにて回顧展が行われた。2021年から2022年にかけてアイルランド国立美術館にて "Anne Yeats: The Everyday Fantastic" と題した展覧会が開かれた。

## 関連文献
- David Scott (1989), The modern art collection, Trinity College, Dublin. Dublin: Trinity College Dublin Press, ISBN 1-871408-01-6
- Martyn Anglesea (2002), Yeats, Anne in Brian Lalor (Ed.), The Encyclopedia of Ireland. Dublin: Gill and Macmillan. ISBN 0-7171-3000-2